# Ukb al-Lajl
Ukb al-Lajl (arab. ‏عقب الليل‎; fr. Aoubellil) – miasto w północnej Algierii, w prowincji Ajn Tumuszanat.